# Petr Hošek (fotbalista)
Petr Hošek (* 1. dubna 1989, Nýrsko) je český fotbalový útočník, v současnosti působící v FK Fotbal Třinec. Jeho bratr-dvojče Jan působil v FK Teplice na postu obránce. Mimo Česka působil na Slovensku a v Polsku.

## Fotbalová kariéra
Svoji fotbalovou kariéru začal v Okule Nýrsko, odkud ještě jako dorostenec přestoupil do Slavie Praha, poté, co už nemohl nastoupit za dorost, se snažil prosadit v A-týmu, což se mu nepovedlo, a do roku 2009 hrál za rezervu. Následně byl poslán na hostování do Hlučína. Odtud zamířil na přestup do Senice. V roce 2012 poslán na hostování do Dunajské Stredy, odkud se po více než roce, v zimě 2013 vrátil do Senice. V mužstvu mu skončila smlouva a na prodloužení se nedohodl. Následně zamířil do polského druholigového klubu Flota Świnoujście. V roce 2014 šel na testy do Slavie Praha, kde s A-týmem odjel na soustředění na Slovensku. Následně zamířil do Jiskry Domažlice.